# Steve Osborne
Steve Osborne, celým jménem Stephen John Osborne, (* 1963) je anglický hudební producent. Pracoval s mnoha skupinami a hudebníky rozličných žánrů. Mezi kapely patří například Happy Mondays (album Pills 'n' Thrills and Bellyaches, 1990), U2 (U2, 1997), Placebo (Without You I'm Nothing, 1998), Suede (Head Music, 1999), New Order (Get Ready, 2001), Elbow (Asleep in the Back, 2001) a The B-52's (Funplex, 2008). Při ruzných příležitostech spolupracoval s hudebníkem Paulem Oakenfoldem, například na elektronickém projektu Grace. V roce 2012 získal za svou producentskou práci na polském festivalu Soundedit ocenění Człowiek ze Złotym Uchem.